# (6851) Chianti
(6851) Chianti est un astéroïde de la ceinture principale.

## Description
(6851) Chianti est un astéroïde de la ceinture principale. Il fut découvert le 1er septembre 1981 à La Silla par Henri Debehogne. Il présente une orbite caractérisée par un demi-grand axe de 2,20 UA, une excentricité de 0,13 et une inclinaison de 3,8° par rapport à l'écliptique.

## Compléments